# 히라타시
히라타시(일본어: 平田市, ひらたし)는 시마네현에 있었던 시이다.
도시는 1955년 1월 1일에 성립되었다. 2005년 3월 22일에 히라타 시는 구 이즈모시, 히카와 군 고료 정, 사다 정, 다이샤 정, 다키 정과 합병해 새로운 이즈모시가 되면서 폐지되었다.